# Birmingham, Alabama
Birmingham (bûr'mĭng-hām') là thành phố lớn nhất bang Alabama và là thủ phủ của quận Jefferson, Hoa Kỳ. Dân số của nội thành thành phố theo điều tra dân số năm 2019 là 209.403 người nhưng đã giảm còn 231.483 người theo ước tính năm 2003. Thành phố Birmingham là đô thị lõi của vùng đô thị Đại Birmingham với dân số 1.180.206 người, chiếm khoảng ¼ dân số toàn bang Alabama.
Birmingham được thành lập năm 1871 là một tổ chức công nghiệp, ngay sau khi Nội chiến Hoa Kỳ. Nó được đặt tên là Birmingham theo tên của thành phố Birmingham, một thành phố công nghiệp lớn của Anh. Cho đến giữa thế kỷ 20, Birmingham đã là một trung tâm công nghiệp hàng đầu của Nam Hoa Kỳ. Với sự phát triển vượt bậc như thế, thành phố được đặt bí danh là "Thành phố diệu kỳ" và " Pittsburgh của miền Nam". Rất giống Pittsburgh ở phía Bắc, các ngành công nghiệp lớn của Birmingham tập trung vào sản xuất sắt thép.
Trong thế kỷ 20, nền kinh tế của thành phố đã đa dạng hóa. Dù ngành chế tạo vẫn hiện diện mạnh mẽ ở Birmingham, các ngành khác như ngân hàng, bảo hiểm, y tế, xuất bản và công nghệ sinh học đã ngày càng nổi trội. Birmingham đã được công nhận là thành phố hàng đầu về tăng trưởng thu nhập ở Hoa Kỳ với sự tăng thu nhập đầu người đạt gần như 100% kể từ thập niên 1990.
Ngày nay, Birmingham được xếp vào một trong những trung tâm kinh doanh quan trọng nhất ở Đông Nam Hoa Kỳ và cũng là một trong những trung tâm ngân hàng lớn nhất ở Hoa Kỳ. Ngoài ra, khu vực Birmingham là nơi có trụ sở của một công ty có tên trong 500 công ty hàng đầu Fortune 500: Regions Financial. Năm công ty trong Fortune 1000 có trụ sở tại Birmingham. Trong những năm gần đây, Birmingham đã được nhiều tổ chức đánh giá là một trong những thành phố tốt nhất Hoa Kỳ có thể sinh sống và nuôi sống một gia đình.